# Рамгати
Рамгати (бенг. রামগতি, англ. Ramgati) — город на юге Бангладеш, административный центр одноимённого подокруга. Площадь города равна 71,64 км². По данным переписи 2001 года, в городе проживало 56 455 человек, из которых мужчины составляли 51,98 %, женщины — соответственно 48,02 %. Плотность населения равнялась 788 чел. на 1 км². Уровень грамотности населения составлял 27,4 % (при среднем по Бангладеш показателе 43,1 %). 